# Бартлет (Канзас)
Бартлет (енгл. Bartlett) град је у америчкој савезној држави Канзас.

## Демографија
По попису из 2010. године број становника је 80, што је 44 (-35,5%) становника мање него 2000. године.
| Група             | 2000.       | 2010.      |
| Белци             | 103 (83,1%) | 61 (76,3%) |
| Афроамериканци    | 0 (0,0%)    | 0 (0,0%)   |
| Азијати           | 4 (3,2%)    | 0 (0,0%)   |
| Хиспаноамериканци | 5 (4,0%)    | 2 (2,5%)   |
| Укупно            | 124         | 80         |